# Гринфельд, Орель
Орель Гринфельд (ивр. אוראל גרינפלד‎; род. 21 августа 1981, Кирьят-Ям) — израильский футбольный судья. Судья ФИФА с 2012 года. Обслуживал матчи чемпионата Европы по футболу 2020 года.

## Биография
После службы в армии Гринфельд сначала служил в Yasam, подразделении специального назначения полиции по охране общественного порядка Израиля, но позже покинул его, чтобы сосредоточиться на своей карьере футбольного судьи.
Он изучал социальные и гуманитарные науки со специализацией в области криминологии. Живёт в Кфар-Йоне. 

## Карьера
Орель начал судить матчи высшего дивизиона национального чемпионата Израиля по футболу с сезона 2008-2009 годов. В 2015 году он судил финальный матч Суперкубка Израиля, а в 2020 году ему было поручено работать в финале Кубка Израиля по футболу.
С 2012 года является арбитром ФИФА. Дебютировал на международной арене в марте 2012 года в отборочном матче чемпионата Европы по футболу среди юношей до 17 лет между сборными Швеции и Швейцарии. В июле того же года состоялся его дебют в мужском международном турнире, когда он отработал в матче 1-го отборочного раунда Лиги Европы УЕФА 2012/13 годов между ФК "Шяуляй" и ФК "Левадия. Дебютировал на групповом этапе Лиги Европы УЕФА в сезоне 2015/16 годов. Его первый матч Лиге чемпионов УЕФА в матче группового этапа состоялся в сезоне 2018/19 годов между мадридским "Реалом" и "Викторией Пльзень". В сезоне 2019/20 годов он стал первым израильским арбитром, который обслуживал матч плей-офф Лиги чемпионов УЕФА.
В 2021 году был приглашён работать на матчах чемпионата Европы по футболу 2020 года. Гринфельд отработал одну игру.

### Чемпионат Европы 2020 года
| Стадия         | Дата         | Место     | Команда 1  | Команда 2 | Результат |
| -------------- | ------------ | --------- | ---------- | --------- | --------- |
| Групповой этап | 17 июня 2021 | Амстердам | Нидерланды | Австрия   | 2:0 (1:0) |